# 一事不再理
一事不再理（いちじふさいり、ラテン語: Non bis in idem）とは、ある刑事事件の裁判について判決が確定している場合には、その事件を再度審理することを許さないとする刑事手続上の原則である。

## 「既判力説」と「二重の危険説」
「同一刑事事件について、確定した判決がある場合には、その事件について再度の実体審理をすることは許さない」という結論については変わりがないが、大陸法の系列と、英米法の系列では、多少考え方が異なる。
大陸法では、確定判決は司法から見ての事件についての理解・判断を示し確定するものであるとされ、複数回の検証を経てその理解・判断を示し確定判決に至ったことの結果として、それ以上の実体審理は許されないと解する。この「再度の実体審理を許さない力」を既判力と呼ぶ。
英米法では、事実関係の確定に根源を求めていない。被告人が裁判を受けるというリスクについての刑事訴訟法上の限定条件と解する。すなわち、「被告人が際限なく処罰を受けるリスクを負うことになるのは不公正である」という手続論的な考え方に基づくもので、リスクを負わせられるのは一度だけである（処罰を求める側はその一度のチャンスで有罪の結果を得なければならない。したがって、訴追（検察）側は、判決に関わらず原則として上訴ができない）というものである。これを「二重の危険説」という。

## 日本における一事不再理
日本においては、
と明文によって一事不再理が定められており、これに反した公訴がなされた場合には免訴の判決が言い渡される（刑事訴訟法第337条第1号）。
この原則を根拠として、無罪判決に対する検察官の上訴を禁止するべきだという意見があるが、最高裁判所は一審も控訴審も上告審も継続せる一つの危険だとして合憲と判断している。
日本国憲法のGHQ草案では、刑事事後法の禁止（実行のときに適法であった行為の処罰の禁止）と二重の危険の禁止（同一の犯罪について二度裁判を受けない）は全く別の条文であったが、GHQとの折衝を担当した内閣法制局の入江俊郎や佐藤達夫らは「二重の危険」(double jeopardy) の意味を知らず日本語の草案では一旦これを削った。後でGHQが二重の危険禁止条項の削除には同意していないことを知り、残った条文の末尾に付け足したことが第39条を非常にわかりづらい条文にしたのではないかと言われている。
また、無罪判決に対する検察官の上訴が合憲だとする最高裁の判断についても、1審から上告審までがなぜ「継続せる一つの危険」なのか説明していないと指摘されている。
裁判員法の制定の際に上訴審をどうするかについても議論があったものの立法的な手当ては結局何もなされず、裁判員の無罪の判断が検察官の上訴で無意味になるのではないかという懸念が持たれている。
ただし多国間でこの原則をすべて適用すべきかということについてはさまざまな議論がある。例えば他国による日本人拉致事件が起こり、当事国で犯人に免責が与えられた場合、日本政府はそれをそのまま承諾すべきかといった問題があるからである。
日本の刑法第5条においては、他国の裁判所で無罪が確定している事件を日本で訴追することは一事不再理の範囲に含まれず、あくまで日本の裁判所において無罪が確定していることが必要である。一方で、外国で服役等の処罰を既に受けている場合、日本での刑の執行を軽減したり免除したりすることが規定されている。日本の裁判所で無罪が確定している事件を他国で訴追することについても、当該国が同様の立場を取っていれば、同様である。

## 各国における一事不再理

### ベトナム
ベトナムの刑事訴訟法では「何人も、既に発効した裁判所の判決を科された行いによって、再び立件され、捜査され、公訴され、 公判に付されることはないものとする。」とされているが、「刑法が犯罪を構成すると規定する別の社会への悪質な行為を行った場合」を例外として規定している（第14条）。

## 多国間における一事不再理
市民的及び政治的権利に関する国際規約は72の署名国と166の締約国を持つが、この条約の第14条(7)は「何人も、それぞれの国の法律と刑事手続きに従って既に確定的に有罪又は無罪の判決を受けた犯罪について、再度裁判にかけられ、又は処罰されることはない」と規定する。この規定は２つ以上の異なる主権国（管轄権行使国）による訴追には適用されることはないため、最初の管轄国での判決（及び刑罰の執行）後に、他の主権国の裁判を回避できるものではない。ただし関連する犯罪人引渡条約などで明確に禁止されている場合はこれを除く。テルアビブ空港乱射事件の実行犯の１人である岡本公三はイスラエルで終身刑により服役、のちレバノンで禁錮３年で服役、出所後も日本政府による国際指名手配の対象である。

## 一事不再理に関連する事件
- テルアビブ空港乱射事件
- ロス疑惑
- 首都圏女性連続殺人事件
- O・J・シンプソン事件
- 辛光洙事件（北朝鮮拉致事件）
- 舞鶴高1女子殺害事件
- 碧南市パチンコ店長夫婦殺害事件 - 主犯の堀慶末（2019年に死刑確定）[4] は同事件（1998年）を起こした後、2007年には闇サイト殺人事件に関与。同事件で2012年7月に無期懲役が確定したが、翌月（2012年8月）に碧南事件で逮捕・起訴された。
- 新発田市女性連続殺人事件

## 一事不再理を扱った作品

### 映画
- 『二重の危機』- 1955年のアメリカ映画（監督：R.G.スプリングスティーン）（原題：Double Jeopardy）
- 『情婦』- 1957年のアメリカ映画（監督：ビリー・ワイルダー）（原題：Witness for the Prosecution）
- 『女房の殺し方教えます』- 1965年のアメリカ映画（監督：リチャード・クワイン）（原題：How to Murder Your Wife）
- 『大悪党』- 1968年の日本映画（監督：増村保造）
- 『二重告訴』- 1992年アメリカのテレビ映画（監督：ローレンス・シラー）（原題：Double Jeopardy）
- 『ダブル・ジェパディ／悪党警官が仕掛けた二重の危機』- 1996年アメリカのテレビ映画（監督：デボラ・ダルトン）（原題：Double Jeopardy）
- 『ダブル・ジョパディー』- 1999年のアメリカ映画（監督：ブルース・ベレスフォード）（原題：Double Jeopardy）

### 小説
- 「一年半待て」- 松本清張作の短編。
- 「悪魔の証明」- 韓国の都振棋（ド・ジンギ）作の短編。

### ゲーム
- 『逆転裁判3』 - カプコンが発売した法廷・裁判をテーマにしたゲームソフト。この作品は実際の法律を元にした作品であるが、表記が「一事不再理」ではなく「一事不再審」となっている。